# Centrobasket Femenino 2012
El XVIII Centrobasket Femenino de 2012 se llevó a cabo en Morovis en Puerto Rico del 12 al 16 de junio de 2012 en el Coliseo José "Pepe" Huyke. Los cuatro primeros lugares de este torneo calificaron al Campeonato FIBA Américas Femenino de 2013  que se realizó en la ciudad de Xalapa, Veracruz en México, del 21 al 28 de septiembre de 2013.

## Equipos participantes
- Cuba
- El Salvador
- Islas Vírgenes
- Jamaica
- México
- Puerto Rico
- República Dominicana
- Trinidad y Tobago

## Resultados

### Fase de grupos

#### Grupo A
| # | Equipo      | PJ | G | P | PE  | PP  | Dif  | Pts |
| - | ----------- | -- | - | - | --- | --- | ---- | --- |
| 1 | Puerto Rico | 3  | 3 | 0 | 253 | 125 | +128 | 6   |
| 2 | México      | 3  | 2 | 1 | 185 | 176 | 9    | 5   |
| 3 | Jamaica     | 3  | 1 | 2 | 161 | 200 | -39  | 4   |
| 4 | El Salvador | 3  | 0 | 3 | 126 | 224 | -98  | 3   |

Todos los horarios corresponden al huso horario local (UTC–6).
| 12 de junio, 15:45 | México                                                            | 77–44                | El Salvador                                                             | Morovis                             |  |
|                    | Parciales: 24-10, 8-9, 23-8, 2217                                 |                      |                                                                         |                                     |  |
|                    | Estadísticas María Orozco (15) María Orozco (10) María Orozco (5) | Reporte Pts Reb Asts | Estadísticas (11) Mónica Calderón (9) Gladis Maravilla (4) Karla Helena | Pabellón: Coliseo José "Pepe" Huyke |  |

| 12 de junio, 20:15 | Puerto Rico                                                             | 82–53                | Jamaica                                                              | Morovis                             |  |
|                    | Parciales: 16-16, 17-6, 21-19, 28-12                                    |                      |                                                                      |                                     |  |
|                    | Estadísticas Jazmine Sepúlveda (28) Esmary Vargas (6) Carla Cortijo (6) | Reporte Pts Reb Asts | Estadísticas (17) Shenneika Smith (9) Rhona McKenzie (2) Sasha Dixon | Pabellón: Coliseo José "Pepe" Huyke |  |

| 13 de junio, 15:45 | Jamaica                                                                   | 44–65                | México                                                                  | Morovis                             |  |
|                    | Parciales: 8-17, 11-12, 12-19, 13-17                                      |                      |                                                                         |                                     |  |
|                    | Estadísticas Tarita Gordon (18) Shenneika Smith (7) Z. Dell, S. Dixon (1) | Reporte Pts Reb Asts | Estadísticas (22) María Orozco (9) N. Bibbs, A. García (2) Abril García | Pabellón: Coliseo José "Pepe" Huyke |  |

| 13 de junio, 20:15 | El Salvador                                                        | 29–83                | Puerto Rico                                                              | Morovis                             |  |
|                    | Parciales: 11-20, 2-35, 6-15, 5-13                                 |                      |                                                                          |                                     |  |
|                    | Estadísticas Verónica Sosa (19) Verónica Sosa (6) Karla Helena (1) | Reporte Pts Reb Asts | Estadísticas (17) Jazmine Sepúlveda (13) Marie Placido (3) Carla Cortijo | Pabellón: Coliseo José "Pepe" Huyke |  |

| 14 de junio, 15:45 | Jamaica                                                                  | 64–53                | El Salvador                                                           | Morovis                             |  |
|                    | Parciales: 18-4, 21-14, 7-17, 18-18                                      |                      |                                                                       |                                     |  |
|                    | Estadísticas Shenneika Smitch (17) Rhona McKenzie (12) Tarita Gordon (4) | Reporte Pts Reb Asts | Estadísticas (13) Verónica Sosa (6) Mónica Calderón (4) Verónica Sosa | Pabellón: Coliseo José "Pepe" Huyke |  |

| 14 de junio, 20:15 | Puerto Rico                                                                   | 88–43                | México                                                                   | Morovis                             |  |
|                    | Parciales: 18-14, 19-12, 28-10, 23-7                                          |                      |                                                                          |                                     |  |
|                    | Estadísticas D. Ortíz, E. Vargas (14) Jazmine Sepúlveda (8) Pamela Rosado (6) | Reporte Pts Reb Asts | Estadísticas (10) Abril García (7) Nadia Bibbs (3) A. García, M. Ornelas | Pabellón: Coliseo José "Pepe" Huyke |  |

#### Grupo B
| # | Equipo               | PJ | G | P | PE  | PP  | Dif  | Pts |
| - | -------------------- | -- | - | - | --- | --- | ---- | --- |
| 1 | Cuba                 | 3  | 3 | 0 | 262 | 161 | +101 | 6   |
| 2 | República Dominicana | 3  | 2 | 1 | 216 | 220 | -4   | 5   |
| 3 | Islas Vírgenes       | 3  | 1 | 2 | 185 | 194 | -9   | 4   |
| 4 | Trinidad y Tobago    | 3  | 0 | 3 | 135 | 223 | -88  | 3   |

Todos los horarios corresponden al huso horario local (UTC–6).
| 22 de junio, 13:30 | Trinidad y Tobago                                                    | 36–88                | Cuba                                                                         | Morovis                             |  |
|                    | Parciales: 4-25, 12-18, 12-24, 8-21                                  |                      |                                                                              |                                     |  |
|                    | Estadísticas Rhea Codio (13) Shakira Clarke (6) Cuatro jugadoras (1) | Reporte Pts Reb Asts | Estadísticas (12) Cuatro jugadoras (12) Marlen Cepda (4) O. Gelis, A. Romero | Pabellón: Coliseo José "Pepe" Huyke |  |

| 12 de junio, 18:00 | República Dominicana                                                | 72–69                | Islas Vírgenes                                                                     | Morovis                             |  |
|                    | Parciales: 13-16, 28-19, 8-13, 2321                                 |                      |                                                                                    |                                     |  |
|                    | Estadísticas Carmen Guzmán (28) Wanda Gómez (10) Anabel Perdomo (5) | Reporte Pts Reb Asts | Estadísticas (12) A. Richards, Y. Javois (9) Victoria Hamilton (8) Akkema Richards | Pabellón: Coliseo José "Pepe" Huyke |  |

| 13 de junio, 13:30 | Islas Vírgenes                                                             | 58–49                | Trinidad y Tobago                                                | Morovis                             |  |
|                    | Parciales: 9-9, 21-19, 9-9, 19-12                                          |                      |                                                                  |                                     |  |
|                    | Estadísticas Natalie Day (21) Natalie Day (9) A. Richards, V. Hamilton (3) | Reporte Pts Reb Asts | Estadísticas (11) Shakira Clarke (8) Miriam Seale (3) Rhea Codio | Pabellón: Coliseo José "Pepe" Huyke |  |

| 13 de junio, 18:00 | Cuba                                                                   | 101–67               | República Dominicana                                    | Morovis                             |  |
|                    | Parciales: 30-7, 20-19, 27-24, 24-17                                   |                      |                                                         |                                     |  |
|                    | Estadísticas Leidys Oquendo (22) Marlen Cepeda (13) Arlenys Romero (2) | Reporte Pts Reb Asts | Estadísticas (13) Lily Abreu (6) Sugeiry Monsac Ninguna | Pabellón: Coliseo José "Pepe" Huyke |  |

| 14 de junio, 13:30 | Cuba                                                                     | 73–58                | Islas Vírgenes                                                             | Morovis                             |  |
|                    | Parciales: 22-12, 17-13, 18-14, 16-19                                    |                      |                                                                            |                                     |  |
|                    | Estadísticas Suchitel Ávila (19) Marlen Cepeda (10) Ineidis Casanova (4) | Reporte Pts Reb Asts | Estadísticas (19) Natalie Day (7) N. Day , V. Hamilton (3) Akkema Richards | Pabellón: Coliseo José "Pepe" Huyke |  |

| 14 de junio, 18:00 | República Dominicana                                                        | 77–50                | Trinidad y Tobago                                                             | Morovis                             |  |
|                    | Parciales: 18-6, 9-13, 29-18, 21-13                                         |                      |                                                                               |                                     |  |
|                    | Estadísticas C. Guzmán, A. Paniagua (13) Wanda Gómez (11) Carmen Guzmán (6) | Reporte Pts Reb Asts | Estadísticas (12) Adanna Adjua David (6) R. Codio, M. Guerrero (5) Rhea Codio | Pabellón: Coliseo José "Pepe" Huyke |  |

### Fase final
|  | Semifinales 20 de julio | Semifinales 20 de julio | Semifinales 20 de julio |      |    | Final 21 de julio | Final 21 de julio    | Final 21 de julio |  |
|  |                         |                         |                         |      |    |                   |                      |                   |  |
|  |                         |                         |                         |      |    |                   |                      |                   |  |
|  | 1A                      | Puerto Rico             | 73                      |      |    |                   |                      |                   |  |
|  | 1A                      | Puerto Rico             | 73                      |      |    |                   |                      |                   |  |
|  | 2B                      | República Dominicana    | 47                      |      |    |                   |                      |                   |  |
|  | 2B                      | República Dominicana    | 47                      |      | 1A | Puerto Rico       | 63                   |                   |  |
|  |                         |                         |                         |      | 1A | Puerto Rico       | 63                   |                   |  |
|  |                         |                         | 1B                      | Cuba | 78 |                   |                      |                   |  |
|  | 1B                      | Cuba                    | 1B                      | Cuba | 78 | 86                |                      |                   |  |
|  | 1B                      | Cuba                    |                         |      |    | 86                |                      |                   |  |
|  | 2A                      | México                  | 42                      |      |    | Tercer lugar      | Tercer lugar         | Tercer lugar      |  |
|  | 2A                      | México                  | 42                      |      |    | Tercer lugar      | Tercer lugar         | Tercer lugar      |  |
|  |                         |                         |                         |      |    |                   |                      |                   |  |
|  |                         |                         |                         |      |    | 2B                | República Dominicana | 79                |  |
|  |                         |                         |                         |      |    | 2B                | República Dominicana | 79                |  |
|  |                         |                         |                         |      |    | 2A                | México               | 78                |  |
|  |                         |                         |                         |      |    | 2A                | México               | 78                |  |
|  |                         |                         |                         |      |    |                   |                      |                   |  |

|  | Reclasificación 20 de julio | Reclasificación 20 de julio | Reclasificación 20 de julio |                |    | Quinto puesto 26 de junio | Quinto puesto 26 de junio | Quinto puesto 26 de junio |  |
|  |                             |                             |                             |                |    |                           |                           |                           |  |
|  |                             |                             |                             |                |    |                           |                           |                           |  |
|  | 3A                          | Jamaica                     | 65                          |                |    |                           |                           |                           |  |
|  | 3A                          | Jamaica                     | 65                          |                |    |                           |                           |                           |  |
|  | 4B                          | Trinidad y Tobago           | 60                          |                |    |                           |                           |                           |  |
|  | 4B                          | Trinidad y Tobago           | 60                          |                | 3A | Jamaica                   | 61                        |                           |  |
|  |                             |                             |                             |                | 3A | Jamaica                   | 61                        |                           |  |
|  |                             |                             | 3B                          | Islas Vírgenes | 49 |                           |                           |                           |  |
|  | 3B                          | Islas Vírgenes              | 3B                          | Islas Vírgenes | 49 | 68                        |                           |                           |  |
|  | 3B                          | Islas Vírgenes              |                             |                |    | 68                        |                           |                           |  |
|  | 4A                          | El Salvador                 | 57                          |                |    | Séptimo puesto            | Séptimo puesto            | Séptimo puesto            |  |
|  | 4A                          | El Salvador                 | 57                          |                |    | Séptimo puesto            | Séptimo puesto            | Séptimo puesto            |  |
|  |                             |                             |                             |                |    |                           |                           |                           |  |
|  |                             |                             |                             |                |    | 4B                        | Trinidad y Tobago         | 55                        |  |
|  |                             |                             |                             |                |    | 4B                        | Trinidad y Tobago         | 55                        |  |
|  |                             |                             |                             |                |    | 4A                        | El Salvador               | 58                        |  |
|  |                             |                             |                             |                |    | 4A                        | El Salvador               | 58                        |  |
|  |                             |                             |                             |                |    |                           |                           |                           |  |

#### Reclasificación 5°-8° puesto
| 15 de junio, 13:30 | Jamaica                                                             | 65–60                | Trinidad y Tobago                                                       | Morovis                             |  |
|                    | Parciales: 7-15, 21-17, 15-15, 22-13                                |                      |                                                                         |                                     |  |
|                    | Estadísticas Sasha Dixon (22) Rhona McKenzie (10) Tarita Gordon (6) | Reporte Pts Reb Asts | Estadísticas (18) Pietra Gay (11) Adanna Adjua David (4) Shakira Clarke | Pabellón: Coliseo José "Pepe" Huyke |  |

| 15 de junio, 15:45 | Islas Vírgenes                                                                          | 68–57                | El Salvador                                                               | Morovis                             |  |
|                    | Parciales: 14-13, 14-12, 18-11, 22-21                                                   |                      |                                                                           |                                     |  |
|                    | Estadísticas N. Day, V. Hamilton (13) Victoria Hamilton (7) A. Richards, B. Matthew (4) | Reporte Pts Reb Asts | Estadísticas (17) Verónica Sosa (5) Gladis Maravilla (3) Jessica Bautista | Pabellón: Coliseo José "Pepe" Huyke |  |

#### Semifinales
| 15 de junio, 18:00 | Cuba                                                                                  | 86–42                | México                                                              | Morovis                             |  |
|                    | Parciales: 22-9, 13-16, 26-8, 25-9                                                    |                      |                                                                     |                                     |  |
|                    | Estadísticas L. Oquendo, S. Ávila (18) Marlen Cepeda (12) L. Oquendo, I. Casanova (5) | Reporte Pts Reb Asts | Estadísticas (9) Frida González (6) Maylene Ornelas (5) Nadia Bibbs | Pabellón: Coliseo José "Pepe" Huyke |  |

| 15 de junio, 20:15 | Puerto Rico                                                         | 73–47                | República Dominicana                                                       | Morovis                             |  |
|                    | Parciales: 13-13, 16-11, 25-9, 19-14                                |                      |                                                                            |                                     |  |
|                    | Estadísticas Marie Placido (15) Marie Placido (9) Carla Cortijo (5) | Reporte Pts Reb Asts | Estadísticas (11) Carmen Guzmán (13) Wanda Gómez (2) C. Guzmán, A. Perdomo | Pabellón: Coliseo José "Pepe" Huyke |  |

#### Partido por el séptimo puesto
| 16 de junio, 13:30 | Trinidad y Tobago                                                           | 55–58                | El Salvador                                                                 | Morovis                             |  |
|                    | Parciales: 10-12, 17-8, 8-23, 16-8 (T.E.: 4-7)                              |                      |                                                                             |                                     |  |
|                    | Estadísticas Pietra Gay (15) F. Patterson, M. Seale (11) Shakira Clarke (5) | Reporte Pts Reb Asts | Estadísticas (18) Lorena Simón (6) L. Simón, M. Calderón (2) Tres jugadoras | Pabellón: Coliseo José "Pepe" Huyke |  |

#### Partido por el quinto puesto
| 16 de junio, 15:45 | Jamaica                                                                | 61–49                | Islas Vírgenes                                                              | Morovis                             |  |
|                    | Parciales: 10-13, 10-10, 17-16, 24-10                                  |                      |                                                                             |                                     |  |
|                    | Estadísticas Tarita Gordon (17) Rhona McKenzie (9) Shenneika Smith (6) | Reporte Pts Reb Asts | Estadísticas (14) Akkema Richards (11) Victoria Hamilton (2) Tres jugadoras | Pabellón: Coliseo José "Pepe" Huyke |  |

#### Partido por el tercer puesto
| 16 de junio, 18:00 | México                                                           | 78–79                | República Dominicana                                                 | Morovis                             |  |
|                    | Parciales: 24-18, 19-19, 23-29, 12-13                            |                      |                                                                      |                                     |  |
|                    | Estadísticas Abril García (24) Abril García (10) Nadia Bibbs (6) | Reporte Pts Reb Asts | Estadísticas (21) Carmen Guzmán (7) Sugeiry Monsac (9) Carmen Guzmán | Pabellón: Coliseo José "Pepe" Huyke |  |

#### Final
| 16 de junio, 20:15 | Cuba                                                                   | 78–63                | Puerto Rico                                                          | Morovis                             |  |
|                    | Parciales: 19-16, 19-12, 26-20, 14-15                                  |                      |                                                                      |                                     |  |
|                    | Estadísticas Leidys Oquendo (17) Marlen Cepeda (20) Arlenys Romero (6) | Reporte Pts Reb Asts | Estadísticas (13) Carla Escalera (8) Esmary Vargas (6) Carla Cortijo | Pabellón: Coliseo José "Pepe" Huyke |  |

|                          |
| Bandera de Cuba          |
| Campeón Cuba 15.º título |

### Premios
| Categoría                  | Ganadora                                                                                                  |
| -------------------------- | --- |
| Jugadora Más Valiosa (MVP) | Carmen Graciela Guzmán                                                                                    |
| Cuadro Ideal               | Carla Cortijo Sánchez Jazmine Sepúlveda Carmen Graciela Guzman Leydis Oquendo Valdés Marlene Cepeda Valle |

## Posiciones finales
| Pos.              | Equipo               |
| ----------------- | -------------------- |
| Medalla de oro    | Cuba                 |
| Medalla de plata  | Puerto Rico          |
| Medalla de bronce | República Dominicana |
| 4                 | México               |
| 5                 | Jamaica              |
| 6                 | Islas Vírgenes       |
| 7                 | El Salvador          |
| 8                 | Trinidad y Tobago    |

## Clasificados alAmeriCup Femenino 2013
| Bandera de Cuba | Bandera de Jamaica | Bandera de México  | Bandera de Puerto Rico | Bandera de la República Dominicana |
| Cuba            | Jamaica            | México (anfitrión) | Puerto Rico            | República Dominicana               |
| --------------- | ------------------ | ------------------ | ---------------------- | ---------------------------------- |